# Cetoscarus bicolor
Poisson-perroquet bicolore, Poisson-perroquet à points rouges
Espèce
Synonymes
- Bolbometopon bicolor (Rüppell, 1829)
- Callyodon scriptus Gronow, 1854
- Pseudoscarus nigripinnis Günther, 1867
- Scarus bicolor Rüppell, 1829
- Scarus ophthalmistius Herre, 1933
- Scarus pulchellus Rüppell, 1835
- Scarus roseiceps Valenciennes, 1840

Statut de conservation UICN

 LC  : Préoccupation mineure
Cetoscarus bicolor, communément nommé Poisson-perroquet bicolore ou Poisson-perroquet à points rouges, est une espèce de poissons marins de la famille des Scaridae.

## Description et caractéristiques
Cetoscarus bicolor, aussi appelé couramment poisson perroquet bicolore ou poisson perroquet à points rouges, est un gros poisson perroquet, mesurant jusqu'à 90 cm de long.
Il se caractérise par :
- une forme allongée
- un museau arrondi (le bec n'est pas apparent, comme dans le genre Hipposcarus)
- un œil orange
- la femelle a les écailles de couleur gris foncé et a une large bande jaune sur la dorsale
- le mâle a les écailles de couleur bleu vert avec des petites taches et des petits traits roses sur la tête ; le menton est blanc.

Les perroquets bicolores mâles, femelles et juvéniles ont des couleurs complètement différentes mais restent bicolores. Bleu-vert et rose pour le mâle, vert-noir avec une bande jaune sur le dos pour la femelle, le corps blanc avec une bande verticale orange pour le juvénile. Seul point commun, ils ont l’œil orange.
La maturité sexuelle est atteinte à partir de 30 cm.

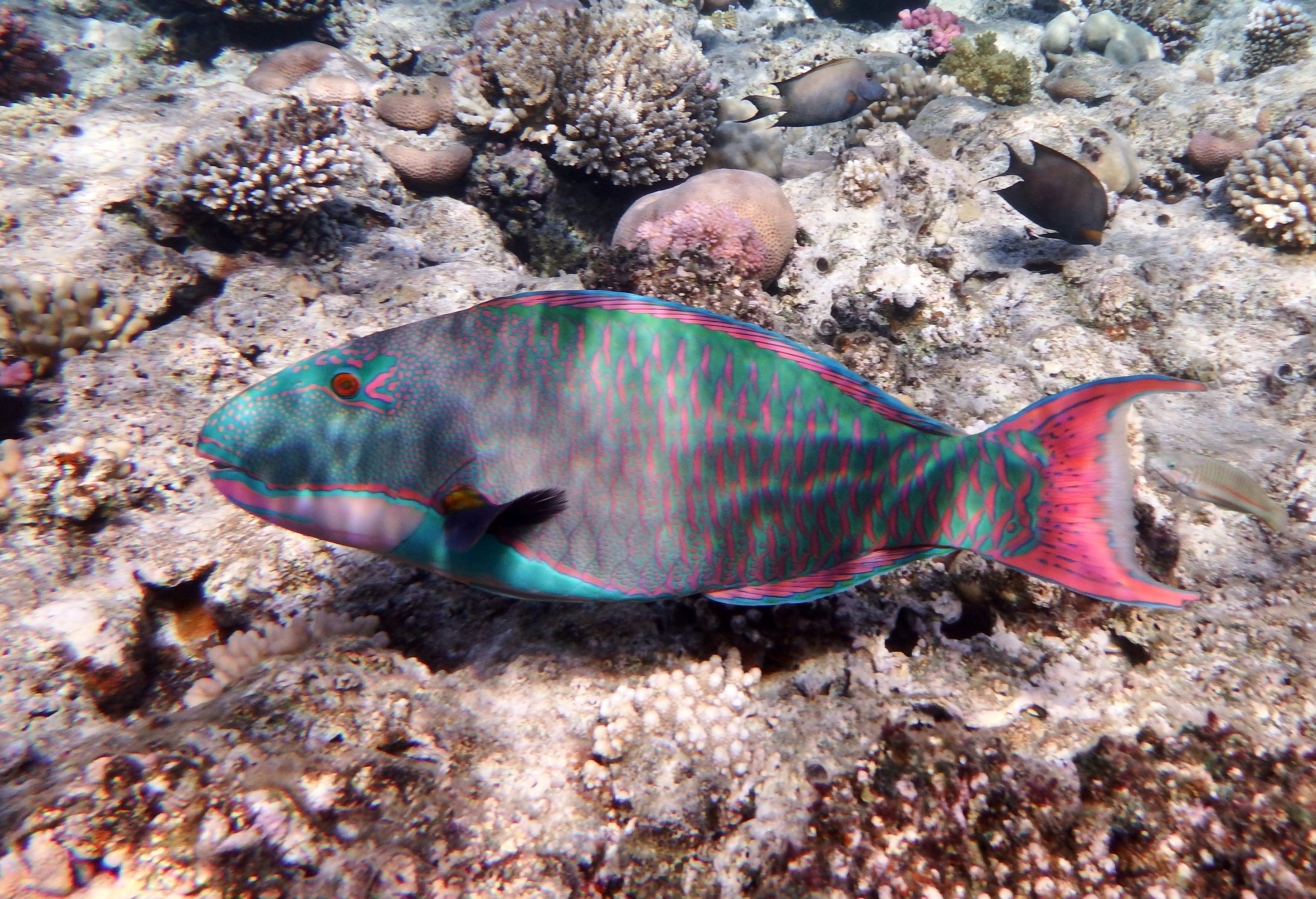
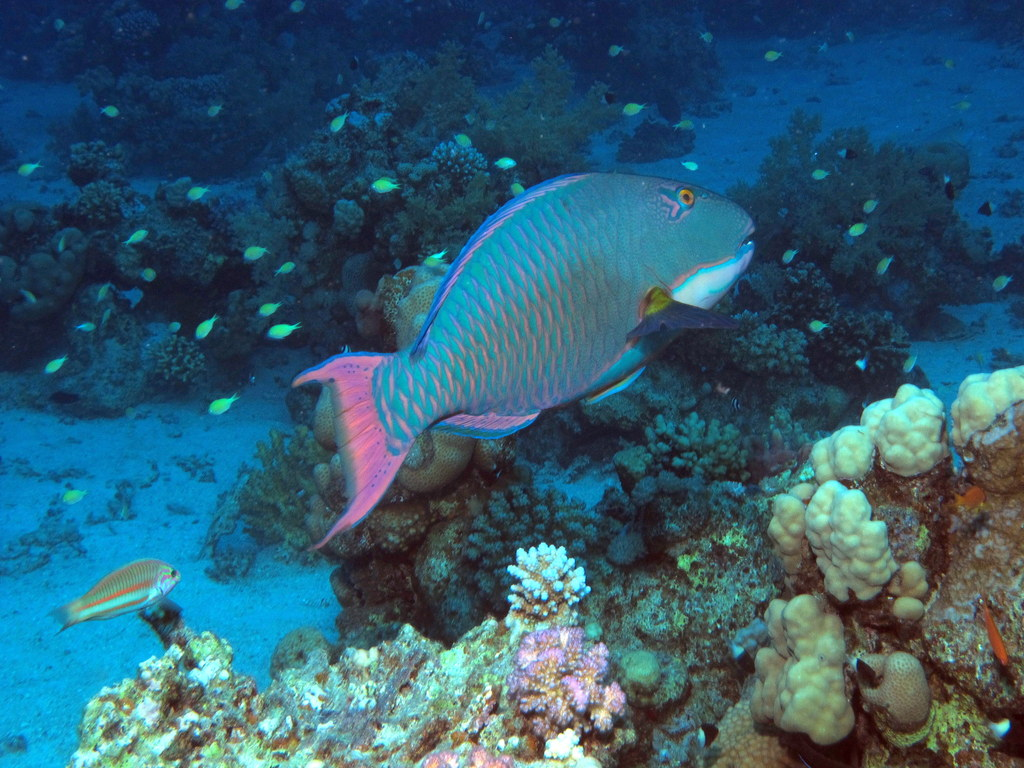
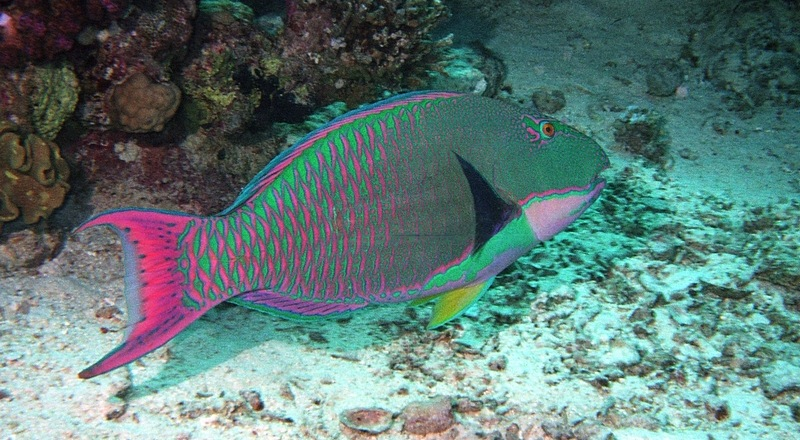

## Alimentation
Le poisson perroquet à points rouges est un herbivore qui se nourrit d'algues incrustées sur les récifs coralliens. 
Il a cependant des dents pharyngées qui lui permettent de mâcher et émietter la roche ingérée avec les algues. Il recrache cette roche changée en sable ou s'en débarrassent dans ses excréments, sable qui s'ajoute au sédiment du récif corallien. C'est le principal poisson producteur de sédiments sableux.

## Habitat et répartition
Le Poisson-perroquet bicolore est désormais considéré comme endémique de la Mer Rouge. Les autres populations que l'on rencontre dans l'Indo-Pacifique tropical appartiennent à une espèce extrêmement proche mais distincte, Cetoscarus ocellatus.